# Гідра (міфологія Ктулху)
Гідра (Мати Гідра) — древнє божество. Разом зі своїм чоловіком Дагоном є безпосередніми покровителями Глибоководних, які шанобливо називають їх Батько Дагон та Мати Гідра.
Гідра згадується в оповіданні Г. Ф. Лавкрафта «Тінь над Іннсмаутом».

## Гідра в культурі
Гідра є фінальним антагоністом героя в відеогрі Call of Cthulhu: Dark Corners of the Earth, створеної під впливом міфів Ктулху. У грі вона має вигляд, аналогічний Даґонові, але з вираженими жіночими вторинно-статевими ознаками.